# Flebología

Imagen de las Venas y arterias del Cuerpo Humano en Idioma Francés.

La flebología o Cirugía Vascular Periférica es una rama de la medicina que estudia el estado de las venas.
Existe una vertiente de estudio y tratamiento patológica y otra dedicada a la flebología cosmética o estética. Dentro de la primera categoría, la flebología estudia la enfermedad tromboembólica venosa. Se trata de una patología frecuente en la práctica médica habitual, y se asocia a altas tasas de mortalidad debida a su complicación aguda: el embolismo pulmonar. También se asocia con frecuencias a otras enfermedades y es causa frecuente de complicaciones a largo plazo. Se estima que una de cada tres personas que han sufrido trombosis venosa en las extremidades inferiores desarrollarán un síndrome postrombótico grave.